# 夏春谷
夏春谷（1963年7月22日—），男，汉族，江苏人，中国催化化学家，中国化学会会士，曾任中国科学院兰州化学物理研究所所长、研究员、博士生导师。